# Imatrikulace

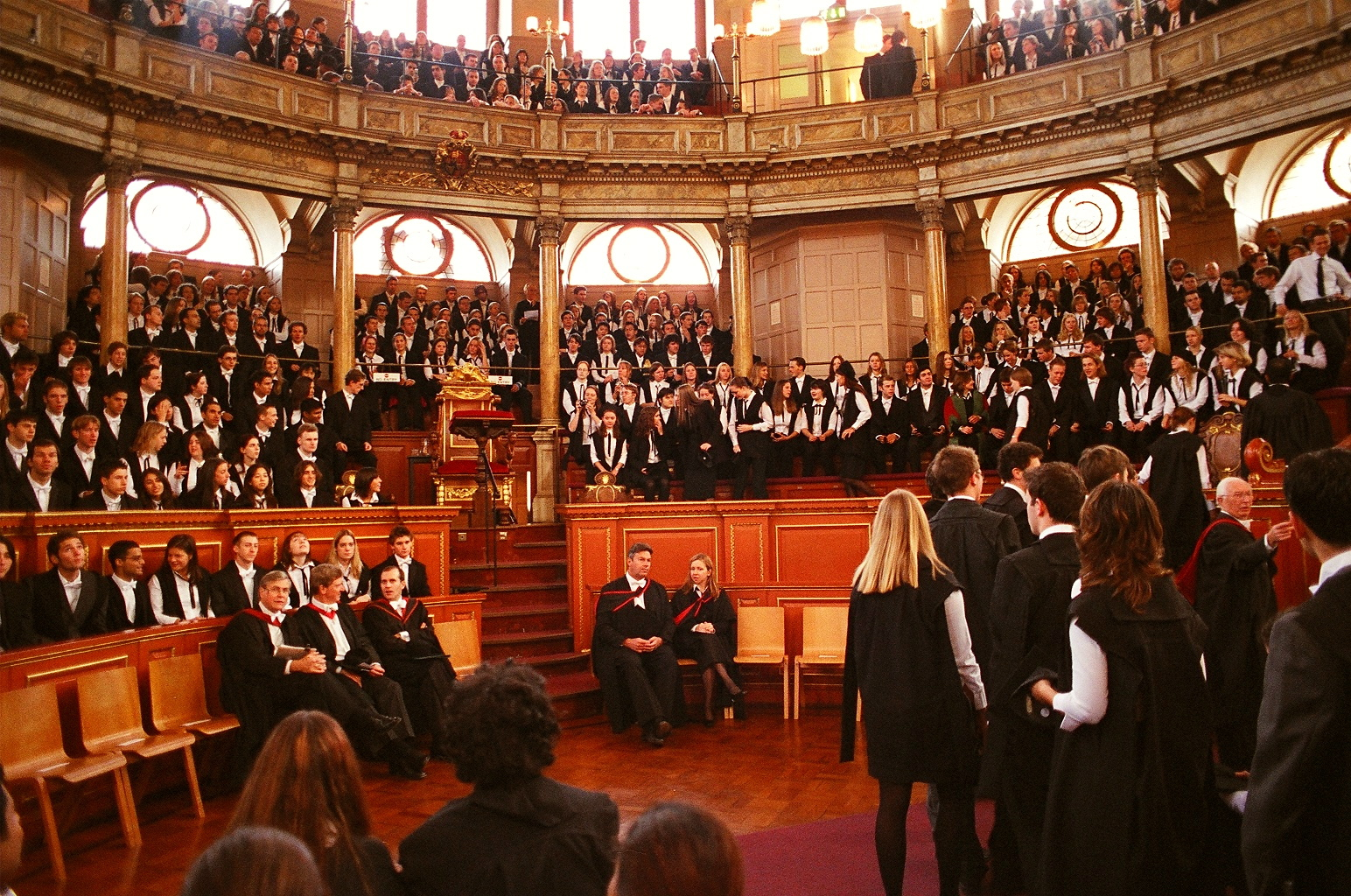
Imatrikulace na Oxfordu

Imatrikulace (také immatrikulace, z lat. in-matriculo, zapisuji do seznamu) je zápis do úředního seznamu. Nejčastěji se používá pro slavnostní přijetí studenta do akademické obce vysoké školy. Studenti se shromáždí v aule, vyslechnou projevy rektora a děkana i znění univerzitního slibu. Pak předstupují před zástupce školy, většinou rektora (či prorektora), děkana (příp. proděkana) a před zástupce učitelského sboru. Ti jsou oblečeni ve slavnostních talárech. Vedoucí funkcionáři mají řetězy s medailemi jako odznak své funkce. Důležitými osobami jsou pedel univerzity a pedel fakulty – ti nesou žezla. Na žezlo fakulty student přikládá dva prsty a slibuje, že bude pilným studentem a bude ctít jméno školy. Tento akademický obřad je však v podstatě dobrovolným (a tradičním) ceremoniálem (podobně jako promoce), nicméně žádné právní důsledky z něj podle vysokoškolského zákona (např. v ČR) nevyplývají, ty vyplývají většinou již z předchozího zápisu studenta ke studiu na dané vysoké škole (v ČR do tzv. registru SIMS neboli Sdružené informace matrik studentů).

## Imatrikulační slib
Jádrem imatrikulační slavnosti je složení slibu. Univerzitní sliby se patrně vyvinuly z podobných, ale mnohem obsáhlejších slibů, které skládali například adepti lékařství, když vstupovali do učení ke zkušenému lékaři a ucházeli se tak o členství v určitém cechu. V novověku se univerzitní obřady i sliby výrazně zjednodušily a v mnoha zemích úplně zrušily. V České republice se tato tradice udržuje a například imatrikulační slib Karlovy univerzity zní takto:
„Slibuji, že budu řádně vykonávat práva a plnit povinnosti člena akademické obce Univerzity Karlovy. Slibuji, že uchovám v úctě slavnou humanistickou a demokratickou tradici Univerzity Karlovy, budu dbát jejího dobrého jména a budu studovat tak, aby má činnost přinášela všestranný užitek.“